# Bean Scripting Framework
Bean Scripting Framework — це фреймворк що дозволяє використовувати скрипти в коді Java. Він являє собою набір класів Java, що забезпечує підтримку для скриптових мов всередині Java застосунків, а також дозволяє отримати доступ до Java-об'єктів і методів. Деякі приклади мов, які можуть використовуватися в поєднанні з BSF та Java включають Python, Jython, Tcl, а також JRuby і Groovy з використанням їх власних бібліотек.
BSF  був створений компанією IBM, а потім передані Apache Software Foundation, де роботи з BSF є частиною проекту Apache Jakarta.
Аналог BSF є JSR223, ScriptEngine поставляється з Java SE 6. Java SE 6 містить у собі тільки рушій, заснований на Rhino JavaScript рушію для 1.6R2 Java версії, в той час JSR223 фактично підтримує декілька мов сценаріїв. JSR223 використовує Script Engine для інтеграції сценаріїв з кодом Java. У наш час[коли?] рушії, включені до JSR223 існують для BeanShell, Jython, JRuby, JavaScript, Groovy та декількох інших.